# Lockentaube

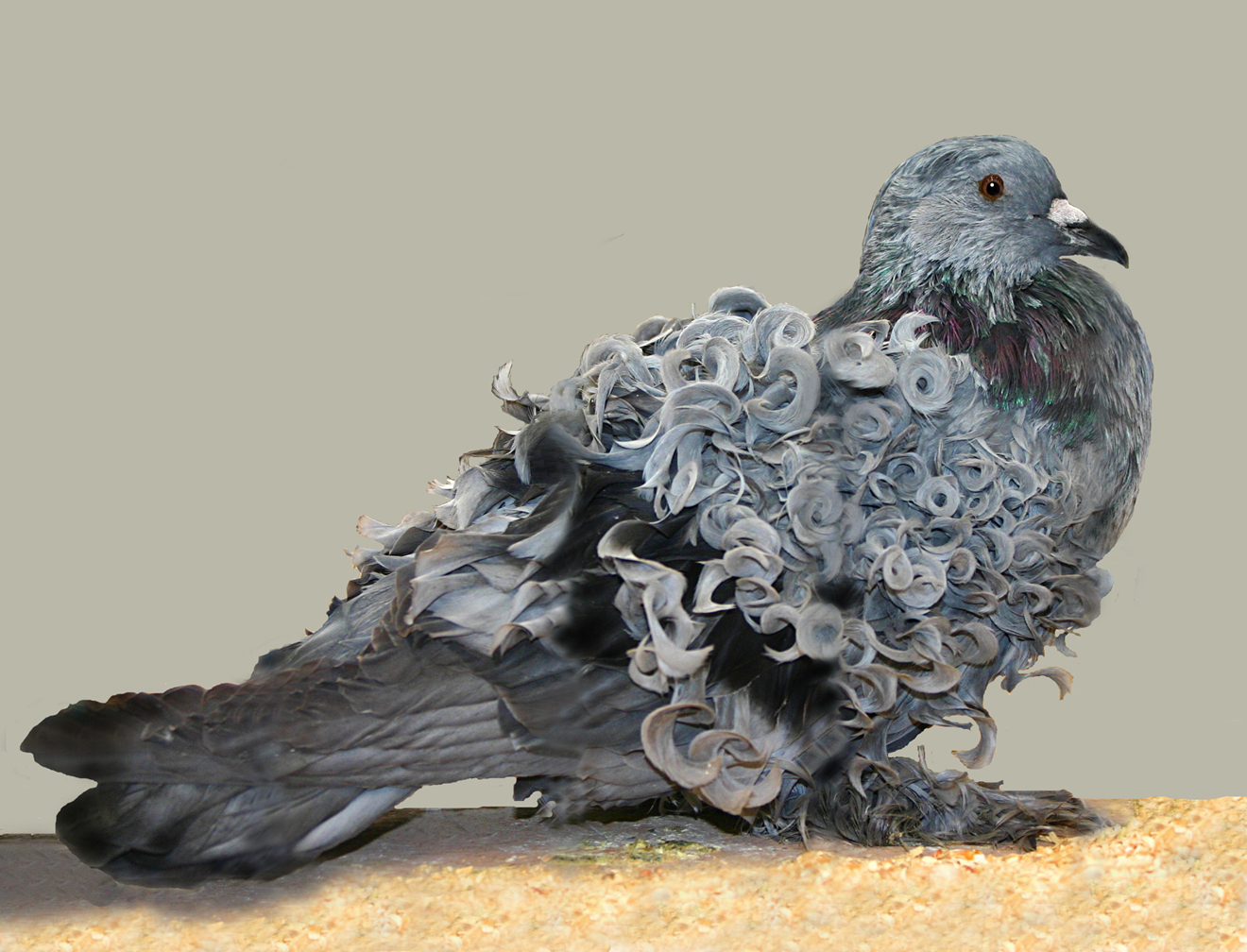
Lockentaube „Blauschimmel“

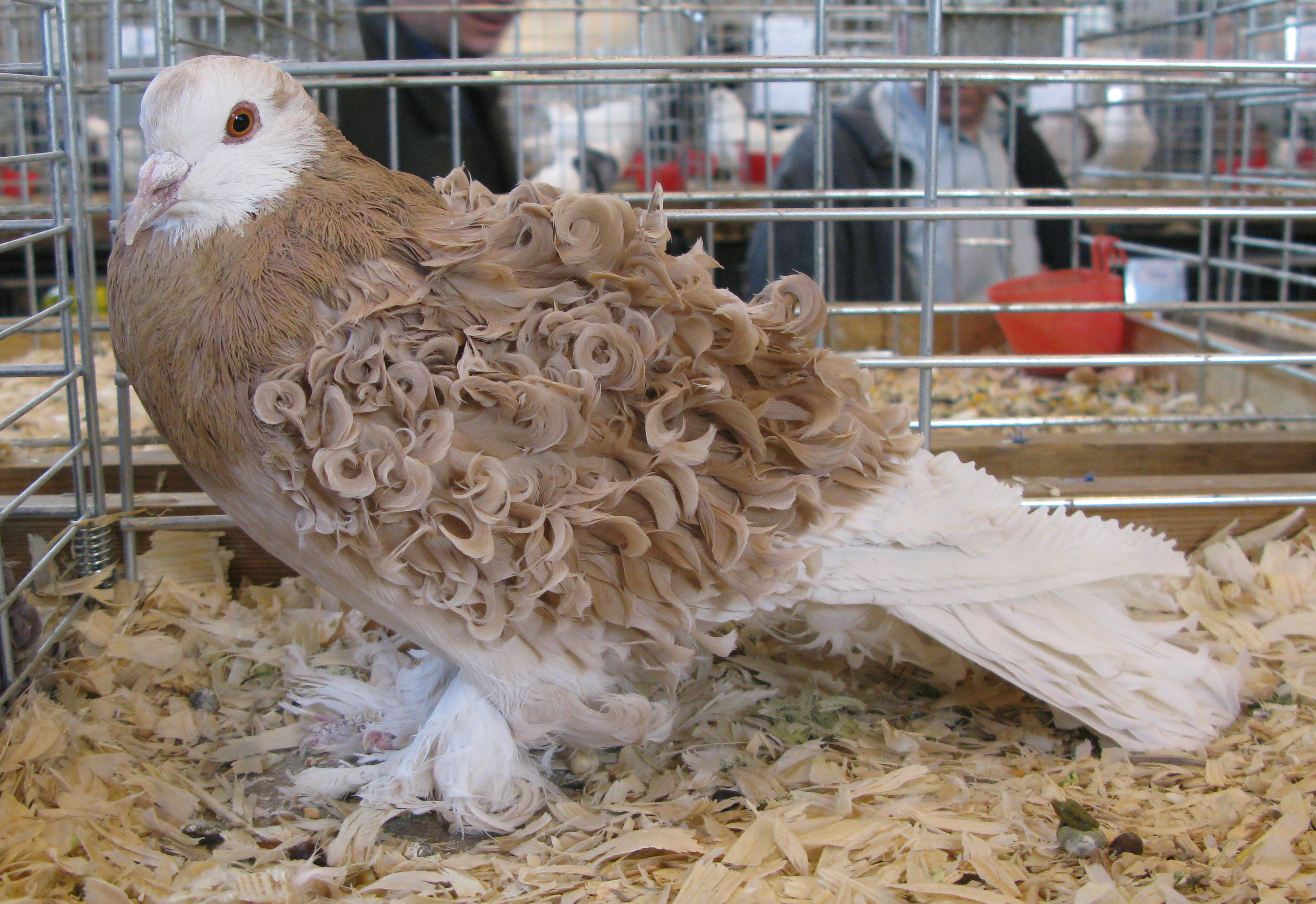
Gelbschimmel

Die Lockentaube ist eine Haustaubenrasse und gehört zur Gruppe der Strukturtauben. Lockentauben haben die Gestalt einer kräftigen, breitbrüstigen, mittelhoch gestellten Feldtaube. Das Gefieder ist etwas locker. Wichtigstes Rassemerkmal sind die gelockten Federn auf dem Flügelschild.

## Geschichtliches
Woher die Lockentaube stammt, ist nicht vollständig geklärt. Als Ursprungsregion wird vielfach der Orient angesehen. Bestimmte Anhaltspunkte liegen jedoch nicht vor. Roschlau, Lichtenfels (Schriftführer in einem Sonderverein bis 1923) vertritt im Mustertaubenbuch von Wittig (1925) die Ansicht, dass der weiße Farbenschlag aus Frankreich oder den Niederlanden stammt, während die Blau- und Rotschimmel aus Österreich-Ungarn zu uns eingeführt wurden.
Unstrittig ist jedoch, dass die Lockentaube zu den ältesten Taubenrassen gehört, denn schon im Jahre 1735 erwähnt der Engländer Moore in seinem „Columbarium“ die Strupptaube, und im Jahre 1757 sah ein gewisser Haselquist in Kairo Tauben, „deren sämtliche Körperfedern umgewendet waren“. Es dürfte sich hierbei um die heutigen Lockentauben handeln.
1857 spricht auch Brehm von einer echten Strupptaube. Lewis Wright beschreibt die Lockentaube 1879 wie folgt: „Die Lockentaube entspricht dem Strupphuhn in der Hühnerwelt und ist im Gefieder bemerkenswert. Nur in den Schwingen und im Schwanz haben sie die eigentümlich gebogenen oder zusammengedrehten Federn nicht.“
Schon in der ersten Hälfte des 18. Jahrhunderts wurden in England Lockentauben gezüchtet. Vor rund 100 bis 110 Jahren kamen dann die ersten Lockentauben nach Deutschland. Die Federbildung dieser Tiere war aber noch sehr mangelhaft. Dank der Bemühungen eines Sondervereins (früher Club der Lockentauben) wurde aus der struppigen Taube die heutige Lockentaube.
In Deutschland kannte man zunächst die Farbenschläge Weiß, Blauschimmel und Rotschimmel. Bei der Allgemeinen Geflügelausstellung in Regensburg 1903 wurden den Besuchern rotschildige Lockentauben vor Augen geführt. Sie gehörten dem Mitbegründer und 1. Vorsitzenden des späteren Clubs der Lockentauben, Hans Bauer, Regensburg. Bei der 12. Nationalen in Nürnberg 1908 standen erstmals schwarze Lockentauben, deren Lockenbildung für die damaligen Verhältnisse angeblich geradezu hervorragend war. Anlässlich des 6. Weltgeflügelkonkresses in Leipzig 1936 überraschte der Zuchtfreund Martin Opiz aus Mildenau/Erzgebirge die Züchter mit gelbschimmeligen Lockentauben, ein Produkt aus der Verpaarung weiße Lockentaube und gelbfahle Schautaube.
Heute gibt es die Lockentaube in den Farbschlägen Weiß, Weiß mit Haube, Blauschimmel, Rotschimmel, Gelbschimmel, Schildige und einfarbig.

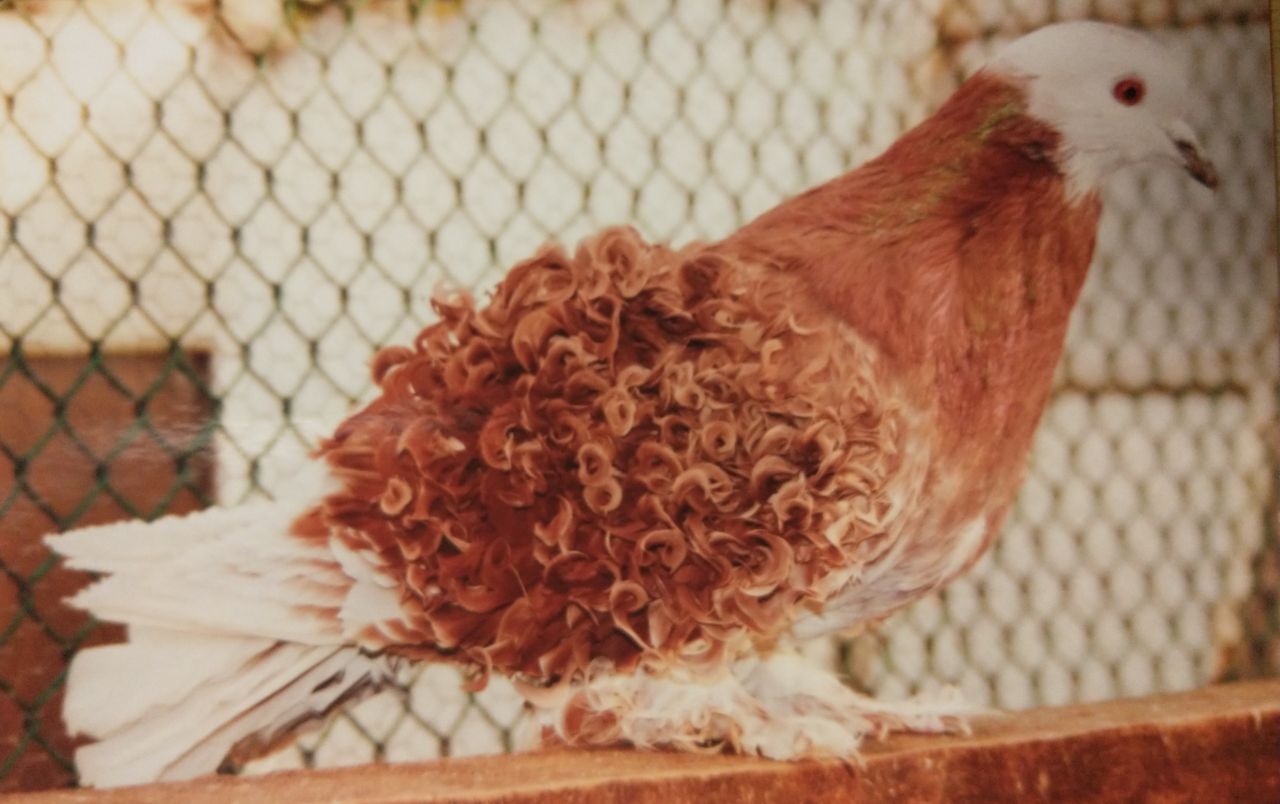
Rotschimmel

Das Gemälde von Pablo Picasso Taube mit Olivenzweig wurde von vier großen Mailänder Lockentauben inspiriert, die ihm Henri Matisse schenkte.